# Englische Cricket-Nationalmannschaft in Südafrika in der Saison 2004/05
Die Tour der englischen Cricket-Nationalmannschaft nach Südafrika in der Saison 2004/05 fand vom 17. Dezember 2004 bis zum 13. Februar 2005 statt. Die internationale Cricket-Tour war Bestandteil der Internationalen Cricket-Saison 2004/05 und umfasste fünf Tests und sieben ODIs. England gewann die Test-Serie 2–1, Südafrika die ODI-Serie 4–1.

## Vorgeschichte
Südafrika spielte zuvor eine Tour in Indien, England in Simbabwe.
Das letzte Aufeinandertreffen der beiden Mannschaften bei einer Tour fand in der Saison 2003 in England statt.

## Stadien
Die folgenden Stadien wurden für die Tour als Austragungsort vorgesehen und am 10. März 2004 bekanntgegeben:
| Stadion                  | Stadt          | Kapazität | Spiele          |
| ------------------------ | -------------- | --------- | --------------- |
| Chevrolet Park           | Bloemfontein   | 20.000    | 2. ODI          |
| Centurion Park           | Centurion      | 22.000    | 5. Test; 7. ODI |
| Sahara Stadium Kingsmead | Durban         | 25.000    | 2. Test; 6. ODI |
| Buffalo Park             | East London    | 20.000    | 5. ODI          |
| Wanderers Stadium        | Johannesburg   | 34.000    | 4. Test; 1. ODI |
| Newlands Cricket Ground  | Kapstadt       | 25.000    | 3. Test; 4. ODI |
| Sahara Oval St George's  | Port Elizabeth | 19.000    | 1. Test;3. ODI  |

## Kaderlisten
England benannte seinen Test-Kader am 25. August 2004.
Südafrika benannte seinen Test-Kader am 7. Dezember 2004 und seinen ODI-Kader am 25. Januar 2005.
| Test | Test | ODI | ODI |
| Südafrika | England | Südafrika | England |
| --- | --- | --- | --- |
| - Graeme Smith (K) - Hashim Amla - Nico Boje - Mark Boucher (wk) - Zander de Bruyn - AB de Villiers - Boeta Dippenaar - Herschelle Gibbs - Andrew Hall - Jacques Kallis - Charl Langeveldt - Andre Nel - Makhaya Ntini - Shaun Pollock - Jacques Rudolph - Thami Tsolekile (wk) - Dale Steyn - Martin van Jaarsveld | - Michael Vaughan (K) - James Anderson - Mark Butcher - Andrew Flintoff - Ashley Giles - Stephen Harmison - Matthew Hoggard - Robert Key - Geraint Jones (wk) - Simon Jones - Andrew Strauss - Graham Thorpe - Marcus Trescothick | - Graeme Smith (K) - Adam Bacher - Nico Boje - Mark Boucher (wk) - AB de Villiers - Herschelle Gibbs - Andrew Hall - Jacques Kallis - Justin Kemp - Andre Nel - Makhaya Ntini - Shaun Pollock - Ashwell Prince | - Michael Vaughan (K) - Kabir Ali - Ian Bell - Paul Collingwood - Ashley Giles - Darren Gough - Stephen Harmison - Matthew Hoggard - Geraint Jones (wk) - Kevin Pietersen - Vikram Solanki - Andrew Strauss - Marcus Trescothick - Alex Wharf |

## Tour Matches
| 8. Dezember Scorecard | Randjesfontein | Nick Oppenheimer XI 172-4 (39/39)             | – | England XI 190-2 (35.3/39) |
|                       |                | England XI gewinnt mit 8 Wickets (D/L method) |   |                            |

| 11. – 13. Dezember Scorecard | Potchefstroom | England XI 225 (58.1) & 190 (53.1)   | – | South Africa A 281 (73) & 135-3 (30) |
|                              |               | South Africa A gewinnt mit 7 Wickets |   |                                      |

| 27. Januar Scorecard | East London | South Africa A 251-8 (50)        | – | England XI 252-4 (42.2) |
|                      |             | England XI gewinnt mit 6 Wickets |   |                         |

## Tests

### Erster Test in Port Elizabeth
| 17. – 21. Dezember Scorecard | Port Elizabeth | Südafrika 337 (110.4) & 229 (69.1) | – | England 425 (126.5) & 145-3 (40.4) |
|                              |                | England gewinnt mit 7 Wickets      |   |                                    |

### Zweiter Test in Durban
| 26. – 30. Dezember Scorecard | Durban | England 139 (57.1) & 570-7d (172.3) | – | Südafrika 332 (102) & 290-8 (86) |
|                              |        | Remis                               |   |                                  |

### Dritter Test in Kapstadt
| 2. – 6. Januar Scorecard | Kapstadt | Südafrika 441 (142.1) & 222-8d (69.3) | – | England 163 (58) & 304 (123.4) |
|                          |          | Südafrika gewinnt mit 196 Runs        |   |                                |

### Vierter Test in Johannesburg
| 13. – 17. Januar Scorecard | Johannesburg | England 411-8d (124) & 332-9d (81.1) | – | Südafrika 419 (118.1) & 247 (59.3) |
|                            |              | England gewinnt mit 77 Runs          |   |                                    |

Der englische Kapitän Michael Vaughan wurde auf Grund von öffentlichen Kommentaren zu Schiedsrichterentscheidungen mit einer Geldstrafe belegt.

### Fünfter Test in Centurion
| 21. – 25. Januar Scorecard | Centurion | Südafrika 247 (75.3) & 296-6d (73) | – | England 359 (123) & 73-4 (41.2) |
|                            |           | Remis                              |   |                                 |

## One-Day Internationals

### Erstes ODI in Johannesburg
| 30. Januar Scorecard | Johannesburg | Südafrika 175-9 (50)                     | – | England 103-3 (25.1/25.1) |
|                      |              | England gewinnt mit 26 Runs (D/L method) |   |                           |

### Zweites ODI in Bloemfontain
| 2. Februar Scorecard | Bloemfontein | England 270-5 (50) | – | Südafrika 270-8 (50) |
|                      |              | Unentschieden      |   |                      |

### Drittes ODI in Port Elizabeth
| 4. Februar Scorecard | Port Elizabeth | England 267-8 (50)              | – | Südafrika 270-7 (50) |
|                      |                | Südafrika gewinnt mit 3 Wickets |   |                      |

### Viertes ODI in Kapstadt
| 6. Februar Scorecard | Kapstadt | Südafrika 291-5 (50)           | – | England 183 (41.2) |
|                      |          | Südafrika gewinnt mit 108 Runs |   |                    |

### Fünftes ODI in East London
| 9. Februar Scorecard | East London | Südafrika 311-7 (50)            | – | England 304-8 (50) |
|                      |             | Südafrika gewinnt mit 7 Wickets |   |                    |

### Sechstes ODI in Durban
| 11. Februar Scorecard | Durban | Südafrika 211 (46.3/48) | – | England 7-2 (3.4/48) |
|                       |        | No Result               |   |                      |

### Siebtes ODI in Centurion
| 13. Februar Scorecard | Centurion | England 240 (49.5)              | – | Südafrika 241-7 (49) |
|                       |           | Südafrika gewinnt mit 3 Wickets |   |                      |

## Statistiken
Die folgenden Cricketstatistiken wurden bei dieser Tour erzielt.
| Tests              | Tests      | Tests   | Tests   | Tests   | Tests   | Tests   | Tests   | Tests   |
| Batting            | Batting    | Batting | Batting | Batting | Batting | Batting | Batting | Batting |
| Spieler            | Mannschaft | Spiele  | Innings | Runs    | Average | HS      | 100s    | 50s     |
| ------------------ | ---------- | ------- | ------- | ------- | ------- | ------- | ------- | ------- |
| Andrew Strauss     | England    | 5       | 10      | 656     | 72,88   | 147     | 3       | 1       |
| Jacques Kallis     | Südafrika  | 5       | 10      | 625     | 69,44   | 162     | 3       | 2       |
| Marcus Trescothick | England    | 5       | 10      | 448     | 44,80   | 180     | 2       | 0       |
| AB de Villiers     | Südafrika  | 5       | 10      | 362     | 40,22   | 109     | 1       | 2       |
| Herschelle Gibbs   | Südafrika  | 4       | 8       | 356     | 44,50   | 161     | 1       | 1       |
| Bowling            |            |         |         |         |         |         |         |         |
| Spieler            | Mannschaft | Spiele  | Overs   | Wickets | Average | BBI     | 5W      | 10W     |
| Matthew Hoggard    | England    | 5       | 200.3   | 26      | 25,50   | 7/61    | 2       | 1       |
| Makhaya Ntini      | Südafrika  | 5       | 221.3   | 25      | 25,08   | 4/50    | 0       | 0       |
| Andrew Flintoff    | England    | 5       | 201.2   | 23      | 24,95   | 4/44    | 0       | 0       |
| Shaun Pollock      | Südafrika  | 5       | 222.1   | 21      | 23,95   | 4/32    | 0       | 0       |
| Simon Jones        | England    | 4       | 123.1   | 15      | 26,66   | 4/39    | 0       | 0       |

| ODIs             | ODIs       | ODIs    | ODIs    | ODIs    | ODIs    | ODIs    | ODIs    | ODIs    |
| Batting          | Batting    | Batting | Batting | Batting | Batting | Batting | Batting | Batting |
| Spieler          | Mannschaft | Spiele  | Innings | Runs    | Average | HS      | 100s    | 50s     |
| ---------------- | ---------- | ------- | ------- | ------- | ------- | ------- | ------- | ------- |
| Kevin Pietersen  | England    | 7       | 6       | 454     | 151,33  | 116     | 3       | 1       |
| Herschelle Gibbs | Südafrika  | 7       | 7       | 356     | 50,85   | 118     | 2       | 2       |
| Graeme Smith     | Südafrika  | 7       | 7       | 310     | 51,66   | 115*    | 2       | 0       |
| Jacques Kallis   | Südafrika  | 7       | 7       | 227     | 32,42   | 71      | 0       | 2       |
| Justin Kemp      | Südafrika  | 7       | 7       | 206     | 29,42   | 80      | 0       | 2       |
| Bowling          |            |         |         |         |         |         |         |         |
| Spieler          | Mannschaft | Spiele  | Overs   | Wickets | Average | BBI     | 5W      | 10W     |
| Kabir Ali        | England    | 7       | 62.3    | 13      | 26,15   | 3/44    | 0       | 0       |
| Darren Gough     | England    | 6       | 58.1    | 11      | 21,90   | 3/52    | 0       | 0       |
| Makhaya Ntini    | Südafrika  | 7       | 56.4    | 11      | 25,36   | 3/29    | 0       | 0       |
| Andre Nel        | Südafrika  | 7       | 51      | 9       | 30,22   | 3/49    | 0       | 0       |
| Shaun Pollock    | Südafrika  | 7       | 60      | 8       | 27,87   | 2/35    | 0       | 0       |

## Player of the Series
Als Player of the Series wurden die folgenden Spieler ausgezeichnet.
| Serie | Player of the Series |
| ----- | -------------------- |
| Test  | Andrew Strauss       |
| ODI   | Kevin Pietersen      |

### Player of the Match
Als Player of the Match wurden die folgenden Spieler ausgezeichnet.
| Spiel   | Player of the Match |
| ------- | ------------------- |
| 1. ODI  | Michael Vaughan     |
| 2. ODI  | Kevin Pietersen     |
| 3. ODI  | Graeme Smith        |
| 4. ODI  | Herschelle Gibbs    |
| 5. ODI  | Justin Kemp         |
| 7. ODI  | Kevin Pietersen     |
| 1. Test | Andrew Strauss      |
| 2. Test | Jacques Kallis      |
| 3. Test | Jacques Kallis      |
| 4. Test | Matthew Hoggard     |
| 5. Test | AB de Villiers      |